# Wynohradne (Skadowsk)
Wynohradne (ukrainisch Виноградне; russisch Виноградное Winogradnoje) ist eine Siedlung in der ukrainischen Oblast Cherson mt 24 Einwohnern (2001).
Wynohradne liegt am südlichen Ufer des Dnepr-Bug-Limans im Rajon Skadowsk.
Am 27. März 2017 wurde das Dorf ein Teil der neugegründeten Landgemeinde Tschulakiwka, bis dahin war es ein Teil der Landratsgemeinde Rybaltsche im Nordwesten des Rajons Hola Prystan.
Seit dem 17. Juli 2020 ist sie ein Teil des Rajons Skadowsk.